# 亨格斯贝格
亨格斯贝格是德国巴伐利亚州的一个市镇。总面积45.81平方公里，总人口7640人，其中男性3794人，女性3846人（2011年12月31日），人口密度167人/平方公里。